# Azealia Banks
Azealia Amanda Banks (Harlem, New York, 1991. május 31. –) amerikai rapper, énekes és dalszövegíró. Harlemben és környékén nevelkedett. 2008-ban kezdte zenei pályafutását a Myspace közösségi portálon,
majd 17 évesen szerződtette az XL Recordings kiadó.
Bemutatkozó kislemeze, a „212” biztosította további lemezszerződéseit az Interscope és a Polydor Records kiadóknál,
ami a 2012-es 1991 középlemezhez vezetett. Pályafutása további állomásai a Broke with Expensive Taste stúdióalbum
és a 2016-os Slay-Z mixtape. Zenei szereplése mellett Banks pályafutását
szókimondó nyilatkozatai és ellentmondásos médiajelenléte kíséri.

## Fordítás
- Ez a szócikk részben vagy egészben  az   Azealia Banks című angol Wikipédia-szócikk ezen változatának fordításán alapul.  Az eredeti cikk szerkesztőit annak laptörténete sorolja fel. Ez a jelzés csupán a megfogalmazás eredetét és a szerzői jogokat jelzi, nem szolgál a cikkben szereplő információk forrásmegjelöléseként.